# آبراهه وخش
آبراههٔ وَخش (به فارسی تاجیکی: Канали магистралии Вахш، تلفظ: کانالی ماگیسترالی وخش به معنای  کانال شاه‌راهی وَخش) کانال آب بزرگی در جنوب غربی کشور تاجیکستان است.
این کانال که در ولایت ختلان واقع شده بخش از سامانهٔ آبیاری دشت وخش است و آب آن از رودخانه وخش تأمین می‌شود.
درازای این کانال ۲۸٫۷ کیلومتر، میانگین پهنای آن ۳۶ متر و ژرفای آن ۴٫۵ متر است.
این کانال پنبه‌زارهای ناحیه‌های کورگان‌تپه، وخش، کلخوزآباد و قوم‌سنگیر را آبیاری می‌کند.
این کانال در ۱۳ سپتامبر ۱۹۳۳ (۲۲ شهریور ۱۳۱۲) افتتاح شد. مهندسان و کارشناسان زیادی از شهرهای مسکو، لنینگراد، تاشکند و دیگر شهرها در ساخت آن شرکت کردند.   